# Битка код Пилоса
Битка код Пилоса одиграла се 425. п. н. е. између Атине и Спарте. То је била једна од битака Пелопонеског рата.
С том битком је повезана Битка код Сфактерије. Битка је завршила атинском победом.

## Увод
У пролеће 425. п. н. е. Спарта помаже Месини на Сицилији да се побуни против Атине.
У исто време Спарта започиње нову инвазију Атике под командом краља Агиса.Атињани шаљу 40 бродова према Сицилији под командом Еуримедона. Од њих се захтева да успут помогну и Коркири.
Демостен након победе у бици код Олпеје, путује са флотом. Због невремена се склањају код Пилоса (једна природна лука Пелопонеза око 70 km од Спарте), што им је одгодило путовање до Коркире.

## Демостенов план
То се свидјело Демостену, јер је имао план да утврди Пилос, добије добро упориште не тако далеко од Спарте.
Основна стратешка замисао је била да се подстакне побуна хелота, робова о којима је Спарта зависила. Хелоти су се бавили земљорадњом и сточарством, док су грађани Спарте вежбали да буду војници. Други команданти су сматрали да је Демостенова идеја губљење времена, али чекајући побољшање времена, војници су направили утврђење за 6 дана. Демостен је остао крај утврђења са 6 бродова, док је остатак флоте наставио пут према Коркири и онда према Сицилији.

## Спарта повлачи армију из Атике
Кад је Спарта уочила да се Атина утврдила код Пилоса, повлаче своју армију из Атике. Иду према Пилосу и сазивају флоту од 60 бродова са наредбом да се нађу код Пилоса. Демостен је уочио спартанске намере, па шаље два своја брода да позову остатак флоте. Лука код Пилоса је велики залив, код кога је морски прилаз готово потпуно блокиран шумовитим острвцетом Сфактеријом. Постојао је само узак пролаз са обе стране Сфактерије.

## Припреме Спарте за освајање Пилоса
Спартанци су намеравали да блокирају утврђење Пилос и са мора и са копна. Намеравали су да блокирају оба уска пролаза крај Сфактерије,
да би атинској флоти спречили улазак у луку. Спартанци искрцавају на Сфактерију 440 хоплита под вођством Епитада. Остатак армије припремају за освајање утврђења, а ако не успију почеће опсаду.
Демостен је имао мало хоплита. Већина његових војника су били ненаоружани морнари. На најслабији део утврђења, где је очекивао Спартанско искрцавање, поставља 60 хоплита, а остатак војника поставља на зидине.

## Битка
Под командом Брасида и Трасимелида 43 спартанска брода покушавају да се искрцају, али Атинске трупе су пружиле жесток отпор. А и терен је био изузетно каменит. Брасида је био озлеђен, а спартанске трупе су одбијене. Спартанци су нападали тврђаву 3 дана и закључили су да не могу освојити утврђење.
После трећег дана враћа се атинска флота са 50 бродова. Спартанци нису блокирали улаз у луку, него су због своје инфериорности у морским вештинама баш жељели да се сукобе са атинским бродовима у скученом простору. Атинска флота улази у поморску битку са спартанском флотом и спартански бродови беже. Спартанске трупе искрцане на Сфактерији остају одсечене без икаквог превоза.

## После битке
Након протеривања спартанских бродова, атински бродови окружују острво Сфакерију, спречавајући бег Спартанаца са Сфактерије.
Спартанци покушавају склопити мир са Атином којим би повратили војнике са Сфактерије. Шаљу амбасадора у Атину. Атињани остају у Пилосу 72 дана, а за то време не налази се дипломатско решење. Атињани коначно савладавају Спартанце на Сфактерији.